# Willowglass
Willowglass is de groepsnaam voor een eenpersoonsband. Willowglass bestaat in feite alleen uit de Britse multi-instrumentalist Andrew Marshall. Marshall bespeelt gitaar, basgitaar, toetsen, dwarsfluit en blokfluit en slagwerk / percussie. Het debuutalbum viel op binnen de progressieve rock, omdat het pure retro-symfonische rock bevatte. De muziek deed denken aan de begintijden van Genesis nog met Anthony Phillips en Camel. Veel bespeeld en gehoord instrument op zijn albums is de mellotron. Het tweede album klinkt wat meer richting folk, een vleugje Gryphon en Rick Wakeman. Vervolgens bleef het vijf jaar stil voordat er een nieuw album kwam, de stijl bleef hetzelfde.

## Discografie
- 2005: Willowglass
- 2008: Book of Hours
- 2013: The dream harbour